# 布格埃布拉赫
布格埃布拉赫（德語發音：[bʊrkˈeːbrax]）是德国巴伐利亚州的一个市镇。总面积87.86平方公里，总人口6440人，其中男性3261人，女性3179人（2011年12月31日），人口密度73人/平方公里。